# Bekir Radkiewicz
Bekir Radkiewicz, spotykana też niewłaściwa forma nazwiska Rodkiewicz (ur. 14 lutego 1889 w Murawszczyźnie, zm. 23 stycznia 1987 w Gorzowie Wielkopolskim) – założyciel i długoletni imam muzułmańskiej gminy wyznaniowej, która w 1945 powstała w Gorzowie.

## Życiorys
Urodził się w Murawszczyźnie w powiecie oszmiańskim guberni wileńskiej. Przed II wojną światową był muezinem w Nowogródku. Do Gorzowa przyjechał latem 1945 roku wraz z około 100 rodzinami tatarskimi z Nowogródka. Cała gmina osiedliła się na górkach za cegielnią w dzielnicy Janice. Właśnie od ich obecności teren ten gorzowianie potocznie nazywali tatarskimi górkami.
Bekir Radkiewicz został w Gorzowie, mimo że w 1950 roku Tatarzy zaczęli wyjeżdżać do Warszawy i w białostockie. Przenosili się bliżej centrum tatarskiego, na ziemie zamieszkane przez nich od XVII wieku.
Zmarł w Gorzowie. Następnego dnia został pochowany na Muzułmańskim Cmentarzu Tatarskim w Warszawie.